# Brignoliella vitiensis
Brignoliella vitiensis là một loài nhện trong họ Tetrablemmidae.
Loài này thuộc chi Brignoliella. Brignoliella vitiensis được Lehtinen miêu tả năm 1981.